# 埼京線
埼京線（日语：／ Saikyō sen */?）是一條自東京都品川區大崎站、經由豐島區池袋站、北區赤羽線的赤羽站、埼玉縣埼玉市南區武藏浦和站至埼玉市大宮區大宮站的東日本旅客鐵道（JR東日本）的運行系統通稱。大崎站 - 新宿站 - 池袋站間屬山手線（山手貨物線），池袋站 - 赤羽站間屬赤羽線，赤羽站 - 武藏浦和站 - 大宮站間屬東北本線支線（別線）。車站編號使用的路線記號為JA。

## 概要
埼京線是東京地區電車特定區間內的運行系統之一，連結了澀谷、新宿、池袋等都心山手線西側地區與埼玉縣南部都市。昭和後期，埼玉縣南部人口密集區興建東北新幹線高架時，同時增建了新在來線，並連結既有的赤羽線，成為從埼玉縣南部經赤羽站、板橋站至池袋站的新路線。之後透過直通山手貨物線延伸至新宿站、惠比壽站，再從大崎站與東京臨海高速鐵道臨海線或經湘南新宿線及相鐵新橫濱線從羽澤橫濱國大站與相鐵相互直通運轉。大宮以北可直通至川越線川越站。
「埼京線」是透過直通多條鐵道路線所形成的運行系統，而非實際的線路名稱。埼京線的鐵道路線正式名稱分別是大崎站至池袋站的山手線（山手貨物線）、池袋站至赤羽站的赤羽線、赤羽站至大宮站的東北本線支線（別線）。由於JR東日本在網站上也將池袋站 - 赤羽站間以「赤羽線」表示，因此赤羽線四站的所屬路線是赤羽線與埼京線同時表示。另外，『JR時刻表』的埼京線是將新木場站 - 大崎站間列為東京臨海高速鐵道臨海線、海老名-大崎站間列為相鐵．JR直通線，大崎站 - 池袋站間列為山手線、池袋站 - 赤羽站間列為赤羽線、赤羽站 - 大宮站間列為東北本線、大宮站 - 川越站間列為川越線。『JTB時刻表』的「東京近郊區間（埼京線、川越線）」頁面在新木場站 - 大崎站間僅列新木場站與天王洲島站，大崎站 - 大宮站間列為ㄒ京線，大宮站 - 川越站間列為川越線。
路線代表色為綠色（■。2016年10月起導入車站編號，起點的大崎站延續臨海線訂為JA08（臨海線為R08），惠比壽站為JA09，澀谷站為JA10…。

## 沿革

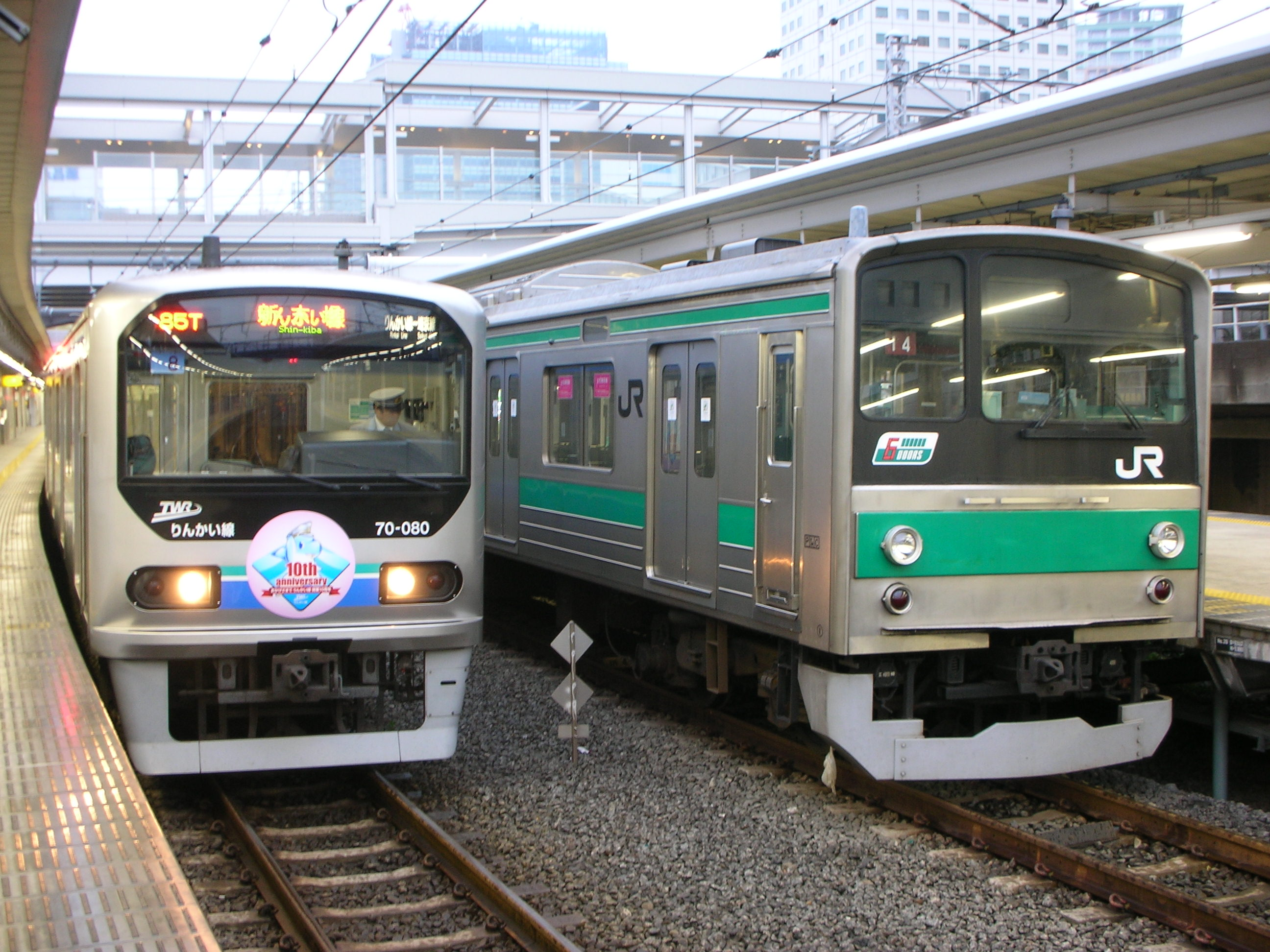
臨海線70-000系（左）與埼京線205系（右） 攝於大崎站

當日本國有鐵道計畫東北、上越新幹線的建造工程時，大宮至赤羽沿線的住民自治體（包括與野市與浦和市，兩者現已併入埼玉市；另外還有戶田市）一度對於將新幹線建於高架橋之上而強烈反對。最後，國鐵以列車在新幹線高架路段以較低速度行駛及在高架路段沿線興建一條通勤鐵路線作為交換條件，成功換取三市居民支持興建新幹線。
另外，大宮至赤羽一段的新幹線，原本是會建成四線，東北與上越新幹線各佔兩條（根據原有計畫，上越新幹線到了赤羽就會轉往新宿方向，並於新宿設終點站），但由於赤羽至新宿路段收地出現問題，此一計畫也被放棄，最終只建兩線供東北與上越新幹線共用，而剩餘的結構，就被運用來建造居民要求的「通勤新線」；此區間由赤羽，經武蔵浦和、大宮抵達宮原，共長22公里。
- 1985年9月30日，通勤新線赤羽～武蔵浦和～大宮間(18.0km)開業。池袋～大宮間以埼京線名義開始運行。同時開始與川越線的直通運轉。當時全列車皆使用國鐵103系電車。
- 1986年3月3日，加入山手貨物線路段，並延長至新宿。
- 1987年4月1日 ，國鐵分割民營化，本綫由東日本旅客鐵道（JR東日本）繼承。
- 1989年7月1日，國鐵205系電車投入本綫使用。
- 1990年12月1日，103系全部撤離埼京線；本綫列車統一使用205系。
- 1996年3月16日，延長至恵比壽。在澀谷站與惠比壽站新設月台，由於惠比壽站沒有列車折返用的軌道，因此折返車輛需回送到大崎站内的折返線路。（當時大崎站未時設置埼京線的月台。）
- 2001年7月2日，自新宿站始發的深夜23時以後的下行列車加設女性專用車輛。這是女性專用車輛于JR東日本綫路首次導入。
- 2001年8月6日　首節6門車（204-902）開始試驗連結（接入205系川越車輛中心第8編成的2號車）。
- 2002年12月1日，延長至大崎。同時開始與東京臨海高速鐵道臨海線的相互直通運轉。
- 2005年4月4日，於朝早的高峰時段加設女性專用車輛。朝早運行的女性専用車輛亦爲JR東日本首次導入。
- 2005年7月31日，埼京線内全站啓用東京圈輸送管理系統(ATOS)。
- 2005年10月2日，團體臨時列車、自大宮（埼京線月台）～大崎～新木場～南船橋～大宮（高崎、宇都宮線月台）運行的「埼京線開業20周年記念號」運行。
- 2006年3月20日，自臨海線開出的下行列車加設女性專用車輛。
- 2013年6月30日 ，E233系7000番台電車正式投入本綫服務。
- 2015年3月14日 ，每日下午非繁忙時間來往新宿-赤羽的區間車皆改為來往新宿-大宮。
- 2016年10月27日，205系全部撤離埼京線。
- 2017年（平成29年）11月4日，池袋站 - 大宮站的安全裝置從ATC-6型改為ATACS[3]。
- 2019年（令和元年）11月30日，相鐵•JR直通線開通，開行大部分列車自新宿站開出，經由大崎站和武藏小杉站，直通相鐵•JR直通線和相鐵本線，前往海老名站。

## 運行形態
2019年11月30日時刻表更正後的埼京線運行形態如下：
行走於山手貨物線的大崎站 - 池袋站間僅停靠惠比壽站、澀谷站、新宿站，與並行的山手電車線相比，可視為此段的快速電車。同樣行駛於此區間的還有與其共綫的湘南新宿線列車和經由首都圈副都心的特急列車。

### 列車種別
埼京線的列車種別從1985年通車起即分為各站停車、快速、通勤快速三組種別。
埼京線各車種如下：
通勤快速
停靠站比快速更少，僅在平日早晨、傍晚與夜間運行。赤羽站 - 大宮站間僅停靠武藏浦和站，其他區間全站停靠。除了部分班次以外，通勤快速會在戶田公園站、武藏浦和站、南與野站越行先開車的各站停車或快速班次。
全部班次均直通至川越線川越站，大部分電車可直通至臨海線，少數班次則直通至相鐵線；所有班次會在各自駛經的直通路段各站停車；每日有一班會由自大崎始發。
埼京線是日本開行通勤快速班次最多的路線。也是國鐵、JR史上第一條運行有通勤快速的路線。

快速
除了以海老名站為終點站的班次（部分班次會由武藏浦和站開出）僅於每日上午繁忙時間提供外；其餘每日開行（包括直通至臨海線新木場站的班次）。赤羽站 - 武藏浦和站間僅停靠戶田公園站，其他區間停靠所有車站；除了從武藏浦和站班次外，其餘直通會至川越線川越站。

各站停車
停靠埼京線與其直通的川越線、臨海線或相鐵線所有車站，於相鐵線路段以特急班次運作的埼京線各站停車班除外。
大部分班次僅在新宿站至大宮站區間運行，亦有來往新宿站至赤羽站間的短途車。清晨、深夜亦有從赤羽方向往大崎與池袋站的班次開出，平日繁忙時段有從新宿方向至武藏浦和站的短途班次。另外還有大崎方向至池袋站的起訖班次，以及少數行駛新宿站至池袋站間的短途車；另外因應乘客量偏低問題，僅於上午繁忙時間提供直通相鐵線、埼京線及川越線的班次，其他時段直通相鐵線的班次就只限於新宿至海老名的路段，早晨傍晚時段有從川越線指扇發車的班次，早晨有一班從南古谷發車的班次。
埼京線路線圖（2019年11月改正後）
- 川越站至大宮站間之間稱為川越線
- 大崎站至新木場站之間稱為臨海線
- 羽澤横濱國大站至海老名站之間稱為相鐵線
- 新宿站至羽澤横濱國大站之間稱為相鐵線直通

### 班表
埼京線的運行時段為早晨4時30分（池袋發往赤羽）至深夜1時11分（赤羽發往池袋）。但是與山手線電車並行的大崎站 - 池袋站間，早晨從新宿往池袋、赤羽、大宮、川越方向是從6點發車，往大崎、新木場及海老名方向是從7點發車，深夜新宿的末班車為24時00分發車。
平日早晨的6點時段有兩班、7至8點時段每小時有四班、9至10點時段每小時有三班通勤快速運行。上行（大宮往新宿方向）各站停車在新宿站的7點時段有11班、8點時段有15班、9點時段有9班。下行（新宿往大宮方向）各站停車在新宿站的7點時段有9班、8時點時段有13班、9點時段有12班。
午間時段的快速班次，新木場站 /海老名站- 川越站間每小時有3班，班距20分鐘，兩班之間還有兩班各站停車，一小時共有九班（三班快速、六班各站停車）。各站停車基本上行駛於新宿站 - 大宮站間。
| 種類＼站名 | 種類＼站名 | 大宮方向直通 | 大宮    | 大宮    | …       | 武蔵浦和 | 武蔵浦和 | …       | 池袋    | 池袋 | …   | 新宿 | 新宿 | …   | 大崎 | 大崎      | 大崎方向直通 |       |
| ---------- | ---------- | ------------ | ------- | ------- | ------- | -------- | -------- | ------- | ------- | ---- | --- | ---- | ---- | --- | ---- | --------- | ------------ | ----- |
| 埼京線     | 快速       | 川越←        | 川越←   | 3班     | 3班     | 3班      | 3班      | 3班     | 3班     | 3班  | 3班 | 3班  | 3班  | 3班 | 3班  | →新木場   | →新木場      |       |
| 埼京線     | 各站停車   |              |         | 3班     | 3班     | 3班      | 3班      | 3班     | 3班     | 3班  | 3班 | 3班  |      |     |      |           |              |       |
| 埼京線     | 各站停車   |              |         |         | 3班     |          |          |         |         |      |     |      |      |     |      |           |              |       |
| 埼京線     | 各站停車   |              |         |         |         |          |          |         |         |      |     |      | 2班  | 2班 | 2班  | →海老名   | →海老名      |       |
| 湘南新宿線 | 特急       |              |         |         |         |          |          |         |         |      |     |      | 2班  | 2班 | 2班  | →成田機場 | →成田機場    |       |
| 湘南新宿線 | 特別快速   | 高崎←        | 高崎←   | 高崎←   | 高崎←   | 高崎←    | 高崎←    | 高崎←   | 高崎←   | 1班  | 1班 | 1班  | 1班  | 1班 | 1班  | →小田原   | →小田原      |       |
| 湘南新宿線 | 快速       | 籠原←        | 籠原←   | 籠原←   | 籠原←   | 籠原←    | 籠原←    | 籠原←   | 籠原←   | 1班  | 1班 | 1班  | 1班  | 1班 | 1班  | →平塚     | →平塚        |       |
| 湘南新宿線 | 快速       | 宇都宮←      | 宇都宮← | 宇都宮← | 宇都宮← | 宇都宮←  | 宇都宮←  | 宇都宮← | 宇都宮← | 1班  | 1班 | 1班  | 1班  | 1班 | 1班  | →逗子     | →逗子        | →逗子 |
| 湘南新宿線 | 普通       | 宇都宮←      | 宇都宮← | 宇都宮← | 宇都宮← | 宇都宮←  | 宇都宮←  | 宇都宮← | 宇都宮← | 1班  | 1班 | 1班  | 1班  | 1班 | 1班  | →逗子     | →逗子        | →逗子 |

平日傍晚、夜間時段的下午五點至晚上九點，通勤快速每小時有3班（上行晚上八、九點為兩班），兩班之間有2 - 3班的各站停車。臨海線直通班次每小時有六班（晚上八點上、下行共有四班）。晚上十點以後通勤快速班次減少，新宿站22時24分發的下行列車是最末班的通勤快速。
假日班表沒有通勤快速，而是在六點至晚上八點運行班距約20分鐘的快速列車。午間時段模式與平日一樣，早晨、傍晚至夜間的各站停車每小時比午間時段增加1 - 2班。

## 路線資料
- 路段：大崎站－池袋站－赤羽站－武藏浦和站－大宮站間 36.9公里
  - 大崎站－池袋站間 13.4公里（山手線（山手貨物線））
  - 池袋站－赤羽站間 5.5公里（赤羽線）
  - 赤羽站－武藏浦和站－大宮站間 18.0公里（東北本線（支線））
  - 大崎站－浮間舟渡站間由東京支社（日语：東日本旅客鉄道東京支社）管轄，戶田公園站－大宮站間由大宮支社（日语：東日本旅客鉄道大宮支社）管轄，浮間舟渡站－戶田公園站間是支社邊界[12]。
- 站數：19個
- 軌距：1067毫米
- 複線路段：全線
- 電氣化路段：全線（直流1500V、高架電纜）
- 運行方式：
  - 自動閉塞式：大崎站－池袋站間
  - ATC方式：池袋站－大宮站間
- 保安裝置（日语：自動列車保安装置）：
  - 大崎站－池袋站間 ATS-P
  - 池袋站－大宮站間：ATACS※2017年11月4日起[3]
- 最高速度：
  - 大崎站－板橋站間 95公里/小時
  - 板橋站－赤羽站間 90公里/小時
  - 赤羽站－大宮站間 100公里/小時
- 運轉指令所（日语：運転指令所）：東京綜合指令室（ATOS）

## 面臨的問題

### 運行班数問題
埼京線雖是首都圏的大動脈路線之一，然而其休息日和週一到週五的白天的運行班數卻很少。例如在赤羽車站 - 大宮車站區間的快速・通勤快速通過車站，早間高峰時段雖有很多電車停車，但下午非繁忙時間因每40分鐘會有1班只由赤羽出發的往返列車，因此一個小時僅有四班列車到站。JR東日本網站上的「常見問題」上也有「埼京線不能加開列車嗎」的問題，沿線自治團體也經常向JR提出加開班次的訴求。然而，JR卻多番以「現狀幾乎不可能再加開列車」為由拒絕研究加開班次的可行性，因而經常遭到沿線乘客及地區人士批評。
埼京線之所以難以加開班次的原因在於池袋車站 - 大崎車站區間的線路同時被湘南新宿線及特急列車共用（例如是成田特快）；現在於晨間通勤高峰時段池袋車站 - 新宿車站區間早上最繁忙時段一小時運行26班（埼京線18班・湘南新宿線8班）列車，這已是設施能力的極限。另外，隨著JR·相鐵線於2019年11月30日開通後，因應有部份E233系7000番台列車僅於新宿站至海老名站行駛及有大批相鐵列車駛經該路段等情況，因此該區域在目前條件下已很難加開班次。
另外，埼京線直通臨海線及相鐵線的班次亦被批評不足以應付現有需求，原因是每日的非繁忙時間運行班數每小時只有3班左右，而相鐵線與埼京線直通的班次於上午繁忙時間以外就只於新宿至海老名之間行駛，並不會進入包括川越線以內的新宿以北路段。這變相使來往大崎等地的乘客甚為不便，亦無助舒緩山手線的客量。
此外，本線由新宿開出前往川越的尾班車於00:00開出，相比起其他近郊路線為早，00:05後更只提供池袋至赤羽的服務，被不少埼玉縣居民投訴服務不足。主要原因是列車要遷就川越車輛中心調配問題所致，埼玉縣議會近年經常向JR東日本公司要求將埼京線的尾班車推遲半小時以配合不斷增加的服務需求。

### 开业第一天的纠纷
1985年9月30日开业的第一天，作为新机构在国电区间首次引进的PRC（自动控制装置）发生了系统故障，导致行车时刻表混乱等混乱。

### 噪音问题
由于东北、上越新干线的高架化，埼京線作为反对建设运动的“回报”而被建设起来，担心会发生噪音和振动问题。但是实际运营后，与旁边行驶的东北、上越新干线的200系以最高速度110km/h行驶相比，埼京線的103系以最高速度100km/h运行结果是行驶的噪音高达10dB。这是受103系车辆重量和加速高速行驶时会发出尖锐声音的“外扇形”主电动机的使用影响，受到沿线居民的抱怨“噪声比新干线高”，205系新制投入时的车辆主电动机将冷却风扇收纳在箱内，“内扇形””，实现了低噪音化，行驶声音比103系时代要小。之后，由于车辆再次置换到E233系7000番台，噪音本身进一步降低，埼京線所带来的恩惠之大，导致该问题趋于解决。

### 擁擠問題
如前所述，埼京線是首都圈乘車率第二的線路。在早間高峰時極其擁擠。特別是武蔵浦和車站 - 新宿車站區間尤其擁擠。其中板橋車站 - 池袋車站區間的混雑率極高，根據2011年國土交通省的調查，板橋 - 池袋站間混雜率高達198%，全國排行第4。這也間接導致非禮問題。
為解決擁擠問題，自2001年山手線陸續更換E231系後（山手線已於2015年起更換為E235系），原行走山手線配置6個車門、可折疊座椅的205系車卡調配至埼京線，使上下車更快捷和降低擁擠情況。此外，湘南新宿線的修建也使擁擠情況有所緩解。
2013年更引入E233系7000番台列車，闊身車體以提高載客量。
除了晨間高峰期之外，傍晚的夜間的下行回家高峰期時也極其擁擠。

### 色狼多发及对策
埼京線一直是電車非禮案問題最嚴重的路線，有一半搭乘埼京線的女性表示曾遇過色狼，事态严重到了报纸和电视上都报道过的程度。而埼京線於2001年成為東日本旅客鐵道最早配置女性專用車輛的通勤電車路線。最初女性專用車輛只設於部分平日夜間下行的班次，後來也應用於所有於平日早上7時30分至9時30分上行班次。
根据警视厅的数据，2004年首都圈线路上的色狼数量为2271件，创下了过去最坏的记录，其中埼京線达到217件，是最多的，与第二位的中央线快速电车（188件）、第三位的中央总武各站停车和京王线（121件）、第五位的山手线（119件）相差很大。主要原因是埼京線途經東京鬧市，包括澀谷、新宿、池袋，而且站與站之間距離長。这是因为新宿站和涩谷站的埼京线站台的位置有问题，乘客集中在编组的大宫附近，身体过度紧贴，车站之间比山手线要长得多，形成了容易痴汉的环境（同一列车靠近大崎的情况很多）。然而這些原因也反而導致色狼難以逃離現場和易被發覺。
之后，由于新宿站新南口周边的整修等原因，拥挤程度分散，色情狂的检举件数从2005年开始减少，2010年的调查显示，埼京線的色狼件数达到100件，低于中央线快速117件
作为对付色狼的对策，JR东日本采取了以下措施。

#### 女性专用车的导入
该线路从2001年开始，在JR的通勤电车中首次设定了女性专用车。设定车辆是大崎侧的前头车辆的10号车。该车辆上贴着表示女性专用车的标签，站台上的乘车位置也有同样的标识。当初设定的时候，只有平日深夜23点以后从新宿站出发和到达大宫方向的电车，但是从2005年4月4日开始，也被设定为工作日早上高峰时间7点30分-9点30分出发到新宿站的大崎方向的所有电车
从2019年12月开始，对于平日7点30分到9点40分之间从新宿站发车的开往大崎方向的所有列车（包括相铁直通）和22点40分以后从新宿站发车的开往川越方向的所有列车（相铁直通不在对象外），在与埼京线直达的川越线、临海线的所有区间都要开10号车作为女性专用车厢

#### 设置监控摄像头
编组中最拥挤的车辆是1号车，女性专用车两引进后色狼多发的状况仍在持续，丝毫没有改善，因此从2009年12月28日开始，车内设置了监控摄像头。监控摄像头在当时32组的205系中由1组组成的1号车上安装了2台。2010年1月下旬，增加了照相机的台数的第2个编排也开始了。
迄今为止，JR东日本在湘南新宿线等绿色车厢的甲板上设置了摄像头，但作为普通车以及以客房为对象的该线路尚属首次。
从设置监控摄像头后的2010年1月到2月的色狼受害比去年同期减少了（特别是强制猥亵事件减少了三分之一），因为效果显著，同年6月以后，在包括70-000系在内的本线运行的所有车辆上追加设置了车内监控摄像头。2013年6月开始导入的E233系7000番台也设置了该装置。

## 今后的计划

### 末班电车的延期
从池袋站发车到川越的末班车不论平日和周六休息日都是24点，与并行路线相比也被设定为較早開車。希望推迟这个时间的意见在埼玉县议会也被提出，2014年以议长的名义向JR东日本提交了请愿书。由于车辆基地设定在远处的川越线内，车辆的输送和维护的关系，末班电车时间很难缩短，但是随着与上述相模铁路的直通开始，2019年11月30日的时刻表修改，去川越的最后一次列车的发车和到达时间被推迟了约5分钟

### 涩谷站站台移设事业
埼京线及湘南新宿线的涩谷站站台长时间处于与东急线、山手线等其他线路换乘不便的位置，屡屡出现问题。最长的地方是从埼京线到东急东横线的766.5米，比从东京站的东海道线到京叶线的换乘565.2米还要高，很多乘客表示不方便。原因是到2013年为止，邻接的东急东横线站台都是高架式的，无法靠这个支柱建造站台。但是，随着与东京地铁副都心线的相互直通运行开始，东急东横线站台地下化，为了确保空间，开始了将站台与山手线涩谷站站台并列，向350米的北方转移的工程。
2018年5月、6月进行上行线的线路切换工程，设置新设站台，2020年5月进行下行线的线路切换工程，同年6月1日开始新设站台投入使用。在该线路切换工程中，埼京線（包括相铁线直通、临海线直通）、湘南新宿线全天在新宿站-大崎站之间停运，直通目的地的临海线也编制了临时时间表。新设站台也大幅缩短换乘其他路线的时间。

### 连续立体交叉事业
十条车站周边，有推进连续立体交叉事业（铁路高架化）事业化的计划。这是以十条站为中心约1.5km的区间将铁路高架化，道路和铁路连续立体交叉，清除该区间的6个道口，消除道口的交通堵塞，提高道路和铁路的安全性，进而，由铁路分割的地域一体化同时推进城市规划道路等的整备，为了实现安全舒适的城市建设，东京都成为事业主体，作为道路整备的一环实施的都市计划事业。
长期以来环境评估没有进展，根据2014年（平成26年）度和2016年（平成28年）度各自北区环境审议会的议事录，由于工期需要11年，土地取得问题等原因，计划进展困难，但2020年3月3日国土交通省提出了城市计划取得了事业的认可工程预计在2020年内开工，2030年完工。

## 車站列表
埼京線大崎－大宮之間的車站與停車種別、接續路線、所在地參見以下列表。
- 特定都區市內適用範圍車站：＝東京山手線內、＝東京都區內
- 營業距離：東北本線支線路段可使用赤羽－大宮段，東北本線（本線）途經浦和站營業距離比途經埼京線短0.9公里，被用作車費計算的路線。
- 停車站
  - 各站停車：下表停靠所有車站
  - 快速、通勤快速：●為停靠、｜為通過。川越線、相鐵・JR直通線與臨海線內均為各站停車
- 接續路線欄：東日本旅客鐵道的運行系統上的名稱（若與正式路線名不同）。站名不同的情況以⇒標示站名。

| 正式路線名   | 車站編號      | 車站顏色 | 中文站名 | 日文站名 | 英文站名 | 站間營業距離 | 累計營業距離  | 累計營業距離  | 快速 | 通勤快速 | 接續路線 | 所在地 | 所在地 | 所在地 |
| ------------ | ------------- | -------- | -------- | -------- | -------- | ------------ | ------------- | ------------- | ---- | -------- | --- | ------ | ------ | ------ |
| 山手線       |               | -        | 大崎     |          |          | -            | 品川 起計 2.0 | 大崎 起計 0.0 | ●    | ●        | 東京臨海高速鐵道： 臨海線（R 08）〈直通運行至新木场站〉 東日本旅客鐵道： 湘南新宿線（JS 17）、 相铁·JR直通线〈直通運行至相铁本线海老名站〉、 山手線（JY 24） | 東京都 | 品川區 | 品川區 |
| 山手線       |               | -        | 惠比壽   |          |          | 3.6          | 5.6           | 3.6           | ●    | ●        | 東日本旅客鐵道： 山手線（JY 21）、 湘南新宿線（JS 18） 東京地下鐵： 日比谷線（H-02） | 東京都 | 澀谷區 | 澀谷區 |
| 山手線       |               | -        | 澀谷     |          |          | 1.6          | 7.2           | 5.2           | ●    | ●        | 東日本旅客鐵道： 山手線（JY 20）、 湘南新宿線（JS 19） 東急電鐵： 東橫線（TY01）、 田園都市線（DT01） 京王電鐵： 井之頭線（IN01） 東京地下鐵： 銀座線（G-01）、 半藏門線（Z-01）、 副都心線（F-16） | 東京都 | 澀谷區 | 澀谷區 |
| 山手線       |               | -        | 新宿     |          |          | 3.4          | 10.6          | 8.6           | ●    | ●        | 東日本旅客鐵道： 中央線（快速）（JC 05）、 中央·總武線（各站停車）（JB 10）、 山手線（JY 17）、 湘南新宿線（JS 20） 京王電鐵： 京王線、京王新線（KO01） 小田急電鐵： 小田原線（OH01） 東京地下鐵： 丸之內線（M-08） 都營地下鐵： 新宿線（S-01） 都營地下鐵： 大江戶線 ⇒新宿（E-27）、新宿西口（E-01） 西武鐵道： 新宿線 ⇒西武新宿（SS01） | 東京都 | 澀谷區 | 澀谷區 |
| 山手線       | 新宿區        | -        | 新宿     |          |          | 3.4          | 10.6          | 8.6           | ●    | ●        | 東日本旅客鐵道： 中央線（快速）（JC 05）、 中央·總武線（各站停車）（JB 10）、 山手線（JY 17）、 湘南新宿線（JS 20） 京王電鐵： 京王線、京王新線（KO01） 小田急電鐵： 小田原線（OH01） 東京地下鐵： 丸之內線（M-08） 都營地下鐵： 新宿線（S-01） 都營地下鐵： 大江戶線 ⇒新宿（E-27）、新宿西口（E-01） 西武鐵道： 新宿線 ⇒西武新宿（SS01） | 東京都 |        |        |
| 山手線       |               | -        | 池袋     |          |          | 4.8          | 15.4          | 13.4          | ●    | ●        | 東日本旅客鐵道： 湘南新宿線（JS 21）、 山手線（JY 13）、 湘南新宿線（JS 21） 東武鐵道： 東上線（TJ-01） 西武鐵道： 池袋線（SI01） 東京地下鐵： 丸之內線（M-25）、 有樂町線（Y-09）、 副都心線（F-09） | 東京都 | 豐島區 | 豐島區 |
| 赤羽線       | 池袋 起計 0.0 | -        | 池袋     |          |          | 4.8          |               | 13.4          | ●    | ●        | 東日本旅客鐵道： 湘南新宿線（JS 21）、 山手線（JY 13）、 湘南新宿線（JS 21） 東武鐵道： 東上線（TJ-01） 西武鐵道： 池袋線（SI01） 東京地下鐵： 丸之內線（M-25）、 有樂町線（Y-09）、 副都心線（F-09） | 東京都 | 豐島區 | 豐島區 |
| 赤羽線       |               | -        | 板橋     |          |          | 1.8          | 1.8           | 15.2          | ●    | ●        | 都營地下鐵： 三田線 ⇒新板橋（I-17） | 東京都 | 板橋區 | 板橋區 |
| 赤羽線       |               | -        | 十條     |          |          | 1.7          | 3.5           | 16.9          | ●    | ●        | | 東京都 | 北區   | 北區   |
| 赤羽線       |               | -        | 赤羽     |          |          | 2.0          | 5.5           | 18.9          | ●    | ●        | 東日本旅客鐵道： 京濱東北線（JK 38）、 宇都宮線（東北線）（上野東京線）、 高崎線（上野東京線）（JU 04）、 湘南新宿線（JS 22） | 東京都 | 北區   | 北區   |
| 東北本線支線 | 赤羽 起計 0.0 | -        | 赤羽     |          |          | 2.0          |               | 18.9          | ●    | ●        | 東日本旅客鐵道： 京濱東北線（JK 38）、 宇都宮線（東北線）（上野東京線）、 高崎線（上野東京線）（JU 04）、 湘南新宿線（JS 22） | 東京都 | 北區   | 北區   |
| 東北本線支線 |               |          | 北赤羽   |          |          | 1.5          | 1.5           | 20.4          | ｜   | ｜       | | 東京都 | 北區   | 北區   |
| 東北本線支線 |               |          | 浮間舟渡 |          |          | 1.6          | 3.1           | 22.0          | ｜   | ｜       | | 東京都 | 北區   | 北區   |
| 東北本線支線 |               |          | 戶田公園 |          |          | 2.4          | 5.5           | 24.4          | ●    | ｜       | | 埼玉縣 | 戶田市 | 戶田市 |
| 東北本線支線 |               |          | 戶田     |          |          | 1.3          | 6.8           | 25.7          | ｜   | ｜       | | 埼玉縣 | 戶田市 | 戶田市 |
| 東北本線支線 |               |          | 北戶田   |          |          | 1.4          | 8.2           | 27.1          | ｜   | ｜       | | 埼玉縣 | 戶田市 | 戶田市 |
| 東北本線支線 |               |          | 武藏浦和 |          |          | 2.4          | 10.6          | 29.5          | ●    | ●        | 東日本旅客鐵道： 武藏野線（JM 26） | 埼玉縣 | 埼玉市 | 南區   |
| 東北本線支線 |               |          | 中浦和   |          |          | 1.2          | 11.8          | 30.7          | ●    | ｜       | | 埼玉縣 | 埼玉市 | 南區   |
| 東北本線支線 |               |          | 南與野   |          |          | 1.7          | 13.5          | 32.4          | ●    | ｜       | | 埼玉縣 | 埼玉市 | 中央區 |
| 東北本線支線 |               |          | 與野本町 |          |          | 1.6          | 15.1          | 34.0          | ●    | ｜       | | 埼玉縣 | 埼玉市 | 中央區 |
| 東北本線支線 |               |          | 北與野   |          |          | 1.1          | 16.2          | 35.1          | ●    | ｜       | | 埼玉縣 | 埼玉市 | 中央區 |
| 東北本線支線 |               | -        | 大宮     |          |          | 1.8          | 18.0          | 36.9          | ●    | ●        | 東日本旅客鐵道：■川越線〈直通運行〉、 東北新幹線、山形新幹線、秋田新幹線、北海道新幹線、上越新幹線、北陸新幹線、 京濱東北線（JK 47）、 宇都宮線（東北線）（上野東京線）、 高崎線（上野東京線）（JU 07）、 湘南新宿線（JS 24） 東武鐵道： 野田線（東武都市公園線）（TD-01） 埼玉新都市交通：■伊奈線（New Shuttle）                         | 埼玉縣 | 埼玉市 | 大宮區 |

1. ↑  該頁面未列線名。東京臨海高速鐵道臨海線全站是列在「〔關東地方〕 東京近郊各線」。
2. 1 2  湘南新宿線在大崎－池袋段與埼京線共用軌道。
3. ↑  新板橋站只限定期券可進行連絡運輸。

## 使用車輛
埼京線現使用下列3種車輛。

### 自社車輛
- E233系7000番台（2013年6月30日-）
川越車輛中心所屬。與川越線（大宮～川越）皆使用此型。現在使用中的有31編組310節，取代原有的205系列车；可分別直通至臨海線的新木場站和相鐵線的海老名站。

### 他社乘入車輛
- 東京臨海高速鐵道70-000系電聯車
東臨運輸區所屬。使用中的有8列共80輛（東臨1～10中3、4號不存在）。與E233系同様使用在埼京線到川越線（大宮～川越）的臨海線直通電車（川越、大宮、武藏浦和、赤羽～大崎～新木場間）的各站停車、快速、通勤快速列車。在埼京線的區間內（川越、大宮、赤羽～新宿間）亦有使用（主要運行於強調文字的車站間）。
- 相鐵12000系電聯車
由2019年11月30日起相鐵直通JR後乘入本線前往新宿或池袋。

### 過去的車輛
- 103系
1990年11月30日為103系常規運用結束日，同年12月8日至10日103系電車作出最後運轉，並於車頭前放置車牌以示紀念。

- 205系（1989年7月1日-2016年10月27日）
川越車輛中心所屬。與川越線（大宮～川越）皆使用此型。